# 14. Jahrtausend v. Chr.
Portal Geschichte | Portal Biografien | Aktuelle Ereignisse | Jahreskalender | Tagesartikel

◄ |
15. Jahrtausend v. Chr. |
14. Jahrtausend v. Chr. | 13. Jahrtausend v. Chr.  | ►
Das 14. Jahrtausend v. Chr. beschreibt den Zeitraum von 14.000 v. Chr. bis 13.000 v. Chr.

## Entdeckungen und kulturelle Entwicklungen
- Japan: Beginn der antiken Jōmon-Periode (bis 10.000 v. Chr.), Erfindung der Keramik und Anzeichen einer mesolithischen (möglicherweise neolithischen) Zivilisation durch die Proto-Ainu.
- Vereinigte Staaten: wahrscheinliche Anwesenheit von Menschen an der Meadowcroft Rockshelter Site in Virginia, wo lithische Artefakte und Feuerstellen gefunden wurden.[1]

## Erfindungen, Entdeckungen, Innovationen
Europa:
- Entwicklung der magdalénischen Zivilisationen in Westeuropa
- Entwicklung der Mikrolithen in Europa.

Frankreich: Höhle von Lascaux, einer wahren Galerie der Felskunst, die wegen ihres Reichtums an Höhlenmalereien auch als „Sixtinische Kapelle des Paläolithikums“ bezeichnet wird.
Deutschland: Hamburger Kultur des Epigravettischen Typs, (ca. 13.500 v. Chr. – ca. 11.200 v. Chr.), gekennzeichnet durch Zinken und Werkzeuge, die als Meißel bei der Bearbeitung von Hörnern verwendet wurden. Sie verbreitete sich von Nordfrankreich bis nach Südskandinavien im Norden und nach Polen im Osten.